# Albatross (Schiff, 1871)
Die Albatross war ein Kanonenboot der Kaiserlichen Marine. Es ist nicht zu verwechseln mit dem österreichischen Kanonenboot Albatros.

## Konstruktion
Die Entscheidung für den Bau von zwei großen Kanonenbooten erging 1869. Die Albatross wurde während des Baus als „Ersatz Crocodil“ bezeichnet, womit vermutlich das Dampfkanonenboot Crocodill gemeint war, das 1867, ohne jemals eingesetzt worden zu sein, abgewrackt worden war. Die Albatross war zusammen mit ihrem Schwesterschiff Nautilus das erste Kriegsschiff, der (Nord-)deutschen Marine, das speziell für den Einsatz in Übersee konstruiert worden war, nämlich für den Einsatz gegen Piraten im Chinesischen Meer. Der geringe Tiefgang von nur 3,75 m sollte die Verfolgung von kiellosen, flachgehenden Piratendschunken in den Mündungsarmen der großen chinesischen Ströme ermöglichen. Der Bau der beiden Schiffe verzögerte sich durch den Deutsch-Französischen Krieg. Ursprünglich als Avisos klassifiziert, kamen die Schiffe letztlich als Kanonenboote mit Holzrumpf in Kraweelbauweise in den Dienst der Flotte. Sie verdrängten bei voller Ausrüstung 786 t und waren 56,95 m lang und 8,32 m breit. Sie verfügten über eine Dampfmaschine für 10,5 Knoten Fahrt waren als Barkentine mit 710 m² Segelfläche getakelt. Bewaffnet waren sie mit zwei kurzen 15-cm-Ringkanonen und zwei 12-cm-Ringkanonen.
Wegen der politischen Unruhen in Westindien zu dieser Zeit wurde dann allerdings entschieden, die Albatross zusammen mit der Gedeckten Korvette Elisabeth dorthin als Stationsschiff zu entsenden, da der geringe Tiefgang auch in der Karibik als vorteilhaft angesehen wurde.

## Stationsschiff in Westindien
Zusammen mit der Panzerfregatte Friedrich Carl, die als Flaggschiff des dafür aufgestellten Reichsgeschwaders mit den derzeitigen Stationären in der Karibik, den Korvetten Vineta und Gazelle, eine Weltumsegelung durchführen sollte, lief das Geschwader am 12. Oktober 1872 in Kiel aus. Korvettenkapitän Alfred Stenzel kommandierte die Albatross. Die Weltumsegelungspläne wurden dann aber nach Besuchen in Venezuela, Kolumbien und Haiti am 10. März 1873 in Havanna wegen des Ausbruchs des Dritten Carlistenkriegs durch die Gründung der Ersten Spanischen Republik verworfen und alle Schiffe bis auf die Albatross, die ihren Dienst als Stationsschiff der Westindischen Station antrat, wurden nach Europa zurückbeordert. Die Stationstätigkeit begann am 13. März 1873, als Kapitän Reinhold Werner als Chef des Geschwaders in Havanna eine Abschiedsrede auf dem Boot hielt und Albatross aus dem Geschwaderverband entließ.
In der Folgezeit erhielt die Albatross zunächst keinerlei Instruktionen seitens der Admiralität und verblieb in Havanna, wo die Ankunft der englischen und spanischen Westindien-Geschwader dokumentiert und bei der Festung La Cabaña Schießübungen durchgeführt wurden. Schließlich erfuhr Stenzel, dass die Post für die Albatross aus New York nach St. Thomas umgeleitet worden war. So war er gezwungen, die Insel, die zu dieser Zeit dänische Kolonie war, anzulaufen. Bei der Postaufnahme in St. Thomas fand Stenzel eine Requisition aus der Dominikanischen Republik wegen einer Revolution gegen Präsident Buenaventura Báez vor. Stenzel folgte dieser und am 13. Mai 1873 traf die Albatross in Puerto Plata ein. Der Hafen galt als wichtiger Ausfuhrhafen und wurde fast ausschließlich von deutschen Handelsschiffen und -kontoren zur Tabakausfuhr benutzt. Eine konkrete Bedrohung für Ausländer in Puerto Plata und in dem benachbarten Monte Christi konnte Stenzel nicht feststellen und so segelte die Albatross über Puerto Plata nach St. Thomas zurück, wo sie am 30. Mai 1873 eintraf und weitere Post in Empfang nahm, die inzwischen fünf Monate alt war und teilweise einen Umweg über Rio de Janeiro genommen hatte.
Von Juni bis Oktober 1873 befand sich Albatross an der südamerikanischen Ostküste. Am 24./25. September 1873 lag das Kanonenboot in Buenos Aires, wo Stenzel den Ministerresidenten Rudolf Friedrich Le Maistre besuchte. Auf der Rückfahrt wurde Montevideo und am 3. Oktober 1873 die brasilianische Insel St. Catharina angelaufen. Am nächsten Tag fuhr Stenzel mit dem Dampfkutter nach Desterro, wo er von den deutschen Bewohnern empfangen wurde. Am 6. Oktober lag das Kanonenboot vor Itajahy an der Mündung des Rio Itajahy, der sich als schiffbar entpuppte und so Stenzel per Kutter den Besuch im 45 Seemeilen landeinwärts gelegenen Blumenau ermöglichte. Nach kurzem Aufenthalt bei der ebenfalls überwiegend von Deutschen bewohnten Siedlung Donna Francisca lief das Boot am 10. Oktober 1873 in Rio de Janeiro ein. Nach einer mehrwöchigen Rückfahrt und kurzem Aufenthalt in St. Thomas erreichte die Albatross am 13. Dezember 1873 wieder Puerto Plata, wo die Revolution immer noch andauerte. Nach kurzem Besuch dort und in Santo Domingo stellte Stenzel weiterhin keine Bedrohung der deutschen Interessen fest und segelte in Richtung Kuba. Nach kurzem Zwischenstopp in Santiago de Cuba, wo Stenzel wegen der „Virginius“-Affäre Flagge zeigen wollte, traf die Albatross schließlich wieder in Havanna ein.
Im letzten Monat vor seiner Ablösung durch die Augusta besuchte das Kanonenboot Port-au-Prince und Cap-Haïtien. Im April 1874 kehrte die Albatross nach Kiel zurück.

## Weitere Einsätze
Im Mai wurde die Albatross wieder in Dienst gestellt, um zusammen mit ihrem Schwesterschiff Nautilus wiederum im 3. Carlistenkrieg an der baskischen Atlantikküste zu intervenieren und weitere Übergriffe auf ansässige Deutsche zu verhindern. Zuvor war dort bereits u. a. ein als Journalist tätiger ehemaliger Hauptmann von den Carlisten am 30. Juni standrechtlich erschossen worden. Die beiden Kanonenboote verließen am 8. August Kiel, trafen am 24. in Santander ein und liefen dann in Richtung französische Grenze, um zusammen mit spanischen und britischen Einheiten Waffenlieferungen von dort zu unterbinden. Die Schiffe wurden auf dem Weg nahe Getaria von Carlisten mit Gewehrfeuer beschossen und erwiderten mit Kanonenfeuer. Im Oktober wurde das Wetter schlechter und die Kanonenboote lagen in Santander fest. Das Auswärtige Amt genehmigte allerdings den von der Marine schon lange geforderten Abzug der Kanonenboote erst Mitte Dezember, sodass die Albatross erst am 19. Dezember die Heimreise antrat.
Kurz darauf lief ein deutsches Handelsschiff außerhalb der von regierungstreuen Truppen beherrschten baskischen Küstenabschnitte auf, und Schiff und Ladung wurden von Carlisten beschlagnahmt. Die Reichsregierung reagierte mit dem Plan, starke Marinekräfte in der Region zu versammeln, und rief die Albatross und die Nautilus zurück auf ihre vorige Position. Die Albatross erhielt den Befehl zur Umkehr allerdings erst am 5. Januar 1875, sodass sie Santander zusammen mit dem Westindien-Stationär Augusta erst am 29. Januar 1875 erreichte. Der Rückmarsch war in Devonport (Marinebasis) durch eine notwendige Reparatur an Rumpf und Maschine verzögert worden. Am 31. lief auch die Nautilus wieder in Santander ein. Spanien zahlte eine angemessene Entschädigung für die deutsche Brigg und ihre Ladung und durch einen feierlichen Salutaustausch mit den drei deutschen Schiffen wurde die Krise am 28. April 1875 offiziell beendet. Die Albatross verlegte zurück nach Deutschland.
Weitere Einsätze führten die Albatross wiederum nach Übersee. So wurde sie als Stationsschiff in der Südsee eingesetzt, bevor sie im November 1879 von der Nautilus abgelöst wurde. Sie wurde 1884 zum Kreuzer umklassifiziert und unter anderem im Konflikt um Samoa eingesetzt. Im September und Oktober 1885 führte sie zahlreiche Flaggenhissungen in den Karolinen durch, die nach Schlichtung des Karolinenstreits jedoch bei Spanien verblieben. Ab 1888 wurde sie als Vermessungsschiff eingesetzt.

## Verbleib
Am 9. Januar 1899 wurde die Albatross aus der Liste der Kriegsschiffe gestrichen, verkauft und als Kohlenleichter aufgebraucht. In dieser Funktion strandete sie im März 1906 im Sturm.

## Kommandanten
- für die Probefahrt vom 23. Dezember 1871 bis 24. August 1872 in Wechsel nebendienstliche Kommandanten: Korvettenkapitän Max von der Goltz und Kapitänleutnant Franz von Vincke und Kapitänleutnant Alfred Stenzel
- Korvettenkapitän Alfred Stenzel: vom 1. Oktober 1872 bis 30. April 1874
- Korvettenkapitän Georg von Nostitz: vom 19. Mai 1874 bis 25. Mai 1875
- Korvettenkapitän Franz Mensing: vom 18. August 1877 bis 12. Mai 1880
- Korvettenkapitän Friedrich von Pawelsz: vom 1. April 1882 bis November 1883
- Korvettenkapitän Max Plüddemann: von November 1883 bis November 1885
- Kapitänleutnant Friedrich von Baudissin: vom 20. November 1885 bis Dezember 1886
- Korvettenkapitän Ernst von Frantzius: von Dezember 1886 bis April 1888
- Kapitänleutnant Adolf Hartmann: von April 1888 bis 17. Oktober 1888
- Kapitänleutnant Adolf Hartmann: vom 2. April 1889 bis 1. Oktober 1889
- Kapitänleutnant Adolf Hartmann: vom 1. April 1890 bis 30. September 1890
- Kapitänleutnant Adolf Hartmann: vom 1. April 1891 bis 30. September 1891
- Kapitänleutnant Adolf Hartmann: vom 1. April 1892 bis 30. September 1892
- Kapitänleutnant Walther Faber: vom 3. April 1893 bis 30. September 1893
- Kapitänleutnant Walther Faber: vom 3. April 1894 bis 30. September 1894
- Kapitänleutnant Johannes Merten: vom 1. Mai 1895 bis 3. Oktober 1895
- Kapitänleutnant Johannes Merten: vom 1. April 1896 bis 30. September 1896
- Korvettenkapitän Georg Wilde: vom 1. April 1897 bis 30. September 1897
- Korvettenkapitän Georg Wilde: vom 1. April 1898 bis 30. September 1898